# Alexander Ross Clarke
Alexander Ross Clarke, angleški geodet, matematik in častnik, * 16. december 1828, Reading, grofija Berkshire, Anglija, † 11. februar 1914, Strathmore, Reigate, Surrey, Anglija.
Clarkeu je leta 1887 Kraljeva družba podelila svojo Kraljevo medaljo za njegovo delo o določevanju Zemljine oblike in njene velikosti. Clarkeov elipsoid, kateremu je določil vrednosti leta 1866 in 1880, je bil po Besslovem elipsoidu iz leta 1841 dolgo časa najtočnejši, dokler Hayford ni leta 1910 določil mednarodnega referenčnega elipsoida, ki ga je Mednarodna geodetska in geofizikalna zveza (IUGG) prevzela leta 1924 in predlagala za mednarodno rabo.